# Richard Dreise
Richard Dreise (Amsterdam, 28 mei 1969) is een Nederlands acteur, die landelijke bekendheid kreeg door zijn rol van Brian Mulder in Goede tijden, slechte tijden. Ook is hij bekend door zijn theateroptredens als dragqueen met zijn alter ego Agnetha Immergeil.

## Brian Mulder
Vanuit de pers en homobeweging was er in de jaren dat de rol voorkwam kritiek op de komische en stereotiepe manier van acteren van Dreise. Spottend werd Dreise dan ook de Nederlandse Mr. Humphries (John Inman) genoemd, iets wat Dreise eerder als een compliment opvatte. Op 16 maart 1998 discussieerden Rémi van der Elzen (tv-presentatrice), Richard Dreise en Ted Mooren (hoofd Drama- & Kunstzaken TROS) op de Erasmus Universiteit tijdens een symposium over Gay TV. Homoseksualiteit in de media was het onderwerp en de kritiek op Dreise was zoals in de pers. Dreises reactie was fel: "Integratie van homo's in de samenleving betekent niet dat homo's zich moeten conformeren naar een hetero gedrag! Integratie zit hem in wederzijds respect. De homocultuur is een subcultuur. En die dient dan ook als zodanig gezien te worden."

## Agnetha Immergeil

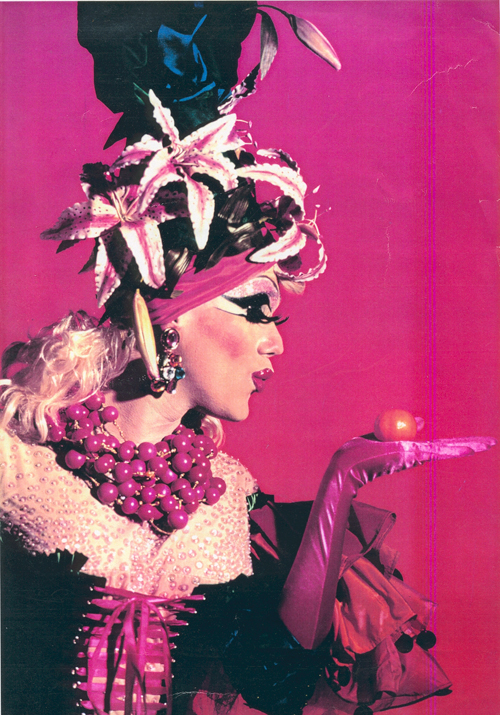
Agnetha Immergeil (1994)

Agnetha Immergeil is een drag-creatie van Richard Dreise, die eind jaren 80 ontstond in de Amsterdamse discotheken Gaylife en D.O.K. Op Koninginnedag 1991 lanceerde Dreise als Agnetha zijn eerste podiumhit Hopjesvla in de Amsterdamse nachtclub iT. Hopjesvla was een Nederlandse bewerking van het liedje Bandido, waarmee de damesgroep Azúcar Moreno op het Eurovisiesongfestival van 1990 vijfde was geworden. Diezelfde periode werd deze hit ook geïntroduceerd in Club Chique van dragqueen Hellun Zelluf in de Amsterdamse club Mazzo. Dit leidde tot deelname aan het populaire lokale televisieprogramma op AT5 van Hellun Zelluf, De Gay Dating Show. Hieruit volgde weer een samenwerking met mededeelnemer dragqueen Lola. Met hem produceerde Dreise theater-dinershows onder de titels "Fancy Farie's" en "Champagne & Black Tie" en traden zij op in de toentertijd fameuze discotheek iT. Op 20 augustus 1995 presenteerde Dreise als Agnetha Immergeil het derde Racism Beat It Festival in recreatiegebied Spaarnwoude. Circa 50.000 jongeren bezochten het festival. De vaste kostuumontwerper van Dreise was ontwerper Tycho Boeker, die ook werkte voor Karin Bloemen en Hans Klok.
| - 1992-1993: De Ware Liefde Show - De Kleine Komedie, Amsterdam - 1993: WigWam presenteert - Mazzo, Amsterdam - 28 februari 1993: Swimming Esther Williams Style - 28 maart 1993: Tough Ballroom - 11 april 1993: Holland Village people - 23 mei 1993: Mea Wild West, "Agnetha mini-musical" - 1993: WigWam Follies "Amazing Recoveries" - Mazzo, Amsterdam - 1993: Loveball - RoXY, Amsterdam - 1993: St. Hellun Zelluf "Haags Kopje Koffie" - 1993: Fancy Farie's met Lola & Agnetha - B'engel, Den Haag - 1994: Loveball - RoXY, Amsterdam - 1994: WigWam Follies "Amazing Recoveries" - Stadsschouwburg, Amsterdam - 1995: Roze Maandag - Tilburg - 1995: Racism Beat It Festival - Spaarnwoude - 1995: Lola & Agnetha's Champagne & Black Tie - B'engel, Den Haag | - Hopjesvla - Amsterdam - Tequila - Arabische Nacht - Brasil - Zarah Leander Medley - Rendez-vous - Mijn lichaam is mijn kapitaal |

1. ↑  paulenremco, 'FOUR DRAGS AND A FUNERAL' ZET JE ALS KIJKER AAN HET DENKEN. Cultureel Haarlem in de spotlight (3 oktober 2016). Geraadpleegd op 6 juli 2023.